# Succinodon
Succinodon („úzká čelist“) je dnes již neplatné vědecké rodové jméno, které přidělil německý paleontolog Friedrich von Huene fosilii, kterou považoval za pozůstatek čelistní kosti sauropodního dinosaura z kladu Titanosauria. Fosilie byla objevena v pozdně křídových sedimentech nedaleko polské Varšavy v neklidné válečné době roku 1941.
Celé vědecké jméno domnělého dinosaura znělo Succinodon putzeri. Rovných čtyřicet let nebylo známo, o jakého dinosaura se mohlo jednat, až roku 1981 zkamenělinu detailně prozkoumaly polské paleontoložky Krystyna Pożaryska a Halina Pugaczewska. Ty zjistily, že se ve skutečnosti jedná o kus zkamenělého dřeva s otvory vytvořenými plži z čeledi Teredinidae, pravděpodobně pak z rodu Kuphus. Tito vrtaví mlži byli zřejmě vzdáleně příbuzní současnému druhu šášeň lodní.
Jedná se tedy o podobný případ, jako u domnělého dinosaura rodu Aachenosaurus, objeveného roku 1888 na pomezí dnešního Nizozemska, Belgie a Německa. Ve skutečnosti se jednalo o zkamenělý kmen druhohorní dřeviny.